# Brunfelsia splendida
Brunfelsia splendida är en potatisväxtart som beskrevs av Ignatz Urban. Brunfelsia splendida ingår i släktet Brunfelsia och familjen potatisväxter. Inga underarter finns listade i Catalogue of Life.